# Nemzeti Jogszabálytár
A Nemzeti Jogszabálytár (njt.hu) Magyarországon a kormányzati portálon elérhető, elektronikus közszolgáltatásként működő, bárki számára térítésmentesen hozzáférhető, egységes szerkezetű szövegeket tartalmazó elektronikus jogszabálygyűjtemény.
A Magyar Közlöny Lap- és Könyvkiadó Korlátolt Felelősségű Társaság adja ki.
A cég javára 223 215 lajstromszámon bejegyezve oltalom alatt áll egy NEMZETI JOGSZABÁLYTÁR szóösszetételt tartalmazó ábrás védjegy Magyarországon 2017. október 31. óta.

## Az Indokolások Tára
A Nemzeti Jogszabálytár egyik szolgáltatása az Indokolások Tára című keresési felület. Ezen különböző jogszabályok indokolásait teszik közzé. Az indokolások kötelező erővel nem bírnak; a másodlagos közlés célja a jogalkalmazás segítése. Az egyes indokolások közzétételének célja, hogy elősegítse a jogalkotó szándékának megismerését. 